# Jonathan Tucker
Jonathan Moss Tucker (ur. 31 maja 1982 w Bostonie) – amerykański aktor. Zdobywca nagrody Argosy Award, nominowany również do Young Artist Award.

## Filmografia

### Filmy
- 1994: Łowcy kłopotów (Botte di Natale) – Moses Junior
- 1996: Uśpieni (Sleepers) – Tommy
- 1998: Chłopak od muzyki (Mr. Music, TV) – Rob Tennant
- 1999: Przekleństwa niewinności (The Virgin Suicides) – Tim Weiner
- 2000: 100 dziewczyn i ja (100 Girls) – Matt
- 2001: Domowe piekło (Ball in the House) – JJ
- 2001: Na samym dnie (The Deep End) – Beau Hall
- 2003: Teksańska masakra piłą mechaniczną (The Texas Chainsaw Massacre) – Morgan
- 2004: Criminal – Wielki przekręt (Criminal) – Michael
- 2004: Niełatwa miłość (Stateside) – Mark Deloach
- 2005: Osaczony (Hostage) – Dennis Kelly
- 2006: Puls (Pulse) – Josh
- 2007: W dolinie Elah (In the Valley of Elah) – Mike Deerfield
- 2007: Śmiertelne zauroczenie (Cherry Crush) – Jordan Wells
- 2008: Ruiny (The Ruins) – Jeff
- 2009: Weronika postanawia umrzeć (Veronika Decides to Die) – Edward
- 2010: Dla niej wszystko (The Next Three Days) – David
- 2019: Aniołki Charliego (Charlie’s Angels) – Hodak

### Seriale TV
- 1997: Zdarzyło się jutro (Early Edition) – Tony
- 2001: Kancelaria adwokacka – Chad Baldwin / James Tucker
- 2002: Wbrew regułom – Eli Wexler
- 2003: Prawo i bezprawie (Law & Order: Special Victims Unit) – Ian Tate
- 2003: CSI: Kryminalne zagadki Las Vegas – Peter Arnz
- 2004: Sześć stóp pod ziemią (Six Feet Under) – Bruno Baskerville Walsh
- 2005: Mistrzowie horroru (Masters of Horror) – Jak
- 2007: The Black Donnellys – Tommy Donnelly
- 2010: Białe kołnierzyki (White Collar) – Avery Phillips
- 2011: Zabójcze umysły (Criminal Minds) – Raymond Donovan
- 2011: Bananowy doktor (Royal Pains) – Shaw Morgan
- 2011-2013: Parenthood – Bob Little
- 2012: Pułapki umysłu – Brady McGraw
- 2012: Impersonalni – Riley Cavanaugh
- 2014-2017: Kingdom – Jay Kulina
- 2015: Justified: Bez przebaczenia – Boon
- 2017: Amerykańscy bogowie – Low Key Lyesmith
- 2018, 2020: Westworld – major Craddock
- 2018-2019: Snowfall – Matt McDonald
- 2019: Miasto na wzgórzu – Frankie Ryan

### Gry komputerowe
- 2017: Call of Duty: WWII – szeregowy Robert Zussman (głos)